# Jan Merrill
Jan Merrill (née le 18 juin 1956) est une ancienne athlète américaine spécialiste du cross-country. 

## Palmarès

### Championnats du monde de cross-country
- Championnats du monde de cross-country 1978 à Glasgow,  Royaume-Uni
  -  Médaille d'argent du cross long par équipes
- Championnats du monde de cross-country 1979 à Limerick,  Irlande
  -  Médaille d'or du cross long par équipes
- Championnats du monde de cross-country 1980 à Paris,  France
  -  Médaille de bronze du cross long par équipes
- Championnats du monde de cross-country 1981 à Madrid,  Espagne
  -  Médaille d'argent du cross long
  -  Médaille d'argent du cross long par équipes
- Championnats du monde de cross-country 1983 à Gateshead,  Royaume-Uni
  -  Médaille d'or du cross long par équipes